# Phytomyza gracilis
Phytomyza gracilis är en tvåvingeart som först beskrevs av Johann Wilhelm Meigen 1830.  Phytomyza gracilis ingår i släktet Phytomyza och familjen minerarflugor.
Artens utbredningsområde är Tyskland. Inga underarter finns listade i Catalogue of Life.